# 里海地鸦
里海地鸦（学名：Podoces panderi），是鸦科地鸦属的一种，分布于哈萨克斯坦、土库曼斯坦和乌兹别克斯坦。全球活动范围约为300,000平方千米。该物种的保护状况被评为无危。
里海地鸦的平均体重约为91.0克。栖息地为温带荒漠。